# Biston
Biston ist eine Gattung innerhalb der Schmetterlingsfamilie der Spanner (Geometridae).

## Merkmale
Die europäischen Vertreter der Gattung Biston sind relativ große nachtaktive Falter mit Flügelspannweiten von bis zu 55 Millimetern. Die Arten leben ausgesprochen polyphag und sind an verschiedenen Laubhölzern und Sträuchern zu finden. Der bekannteste Vertreter innerhalb der Gattung ist der Birkenspanner (Biston betularia), dessen gehäuft in Industriegebieten auftretende melanistische Formen zu einer Vielzahl von Publikationen geführt haben.
Die nachtaktiven Raupen besitzen den typischen Habitus einer Spannerraupe und sind durch Form und Färbung an ihren Lebensraum angepasst. Die des Pappel-Dickleibspanners (Biston strataria) ahmt in der Ruhehaltung einen kleinen Zweig nach, indem sie den Raupenkörper schräg nach vorn streckt (Mimese).

## Systematik
In Europa ist die Gattung Biston mit drei Arten vertreten. Früher wurden auch die Arten Apocheima hispidaria, Lycia pomonaria, Lycia zonaria und Lycia hirtaria in der Gattung Biston vereinigt.
Weltweit zählen gegenwärtig 49 Arten zu dieser Gattung.
- Biston abruptaria (Walker, 1869)
- Biston achyra Wehrli, 1936. Europa.
- Biston annulata (Warren, 1897)
- Biston bengaliaria (Guenée, 1858)
- Biston betularia (Linnaeus, 1758). Europa.
- Biston bistonaria (Walker, 1866)
- Biston brevipennata Inoue, 1982
- Biston contectaria (Walker, 1863)
- Biston dargei (Herbulot, 1973)
- Biston edwardsi (Prout, 1938)
- Biston emarginaria Leach, 1897
- Biston erilda (Oberthür, 1910)
- Biston falcata (Warren, 1893)
- Biston fasciaria Motschulsky, 1866
- Biston fessa (Warren, 1896)
- Biston giganteus Inoue, 1985
- Biston homoclera (Prout, 1938)
- Biston huberaria (Ballion, 1866)
- Biston hypoleucos Kusnezov, 1901
- Biston inouei Holloway, 1994
- Biston insularis (Warren, 1894)
- Biston johannaria (Oberthür, 1913)
- Biston leucocrossa (Prout, 1928)
- Biston luculentus Inoue, 1992
- Biston marginata Shiraki, 1913
- Biston melacron Wehrli, 1941
- Biston multidentata (Guedet, 1941)
- Biston nephelistis (Meyrick, 1897)
- Biston panterinaria (Bremer & Grey, 1853)
- Biston porphyria (Butler, 1889)
- Biston praeparva (Prout, 1937)
- Biston prinodes (West, 1929)
- Biston pteronyma (Prout, 1938)
- Biston pura (Warren, 1894)
- Biston pustulata (Warren, 1896)
- Biston quercii (Oberthür, 1910)
- Biston regalis (Moore, 1888)
- Biston robustum Butler, 1879
- Biston semifusca (Swinhoe, 1902)
- Biston sinuata Hampson, 1895
- Biston strataria (Hufnagel, 1767). Europa.
- Biston strigaria (Moore, 1879)
- Biston subflavus Inoue, 1985
- Biston subocularia (Mabille, 1893)
- Biston subregalis Inoue, 1992
- Biston supressaria (Guenée, 1858)
- Biston takeuchii Matsamura, 1931
- Biston thibetaria (Oberthür, 1886)
- Biston thoracicaria (Oberthür, 1884)